# Albertine en la sala de espera del médico de la policía
Albertine en la sala de espera del médico de la policía (en noruego: Albertine i politilægens venteværelse; completada en 1887) es una pintura naturalista del artista noruego Christian Krohg, que muestra la escena en una sala de espera médica.
Albertina en la sala de espera del médico de la policía se considera la principal obra de Krohg como pintor social. La pintura tocó el tema tabú de la vida sexual y provocó un acalorado debate entre sus contemporáneos. El formato de la pintura es inusualmente grande y las figuras que contiene están representadas a tamaño natural. La pintura se conserva en el Museo Nacional de Arte, Arquitectura y Diseño, anteriormente Galería Nacional, en Oslo.

## Descripción
El cuadro representa la sala de espera de un médico de la policía. En el siglo XIX, al extenderse el higienismo, se impuso que las prostitutas se sometieran a periódicos exámenes médicos, en un intento de mantener a raya las enfermedades venéreas. 
"Albertine" es la siguiente que ingresará a la sala de examen. Está vestida con un traje sencillo, a diferencia del resto de mujeres de la sala, que van ataviadas a la moda y con vestidos coloridos, típicos de las prostitutas de la época.

## Historia

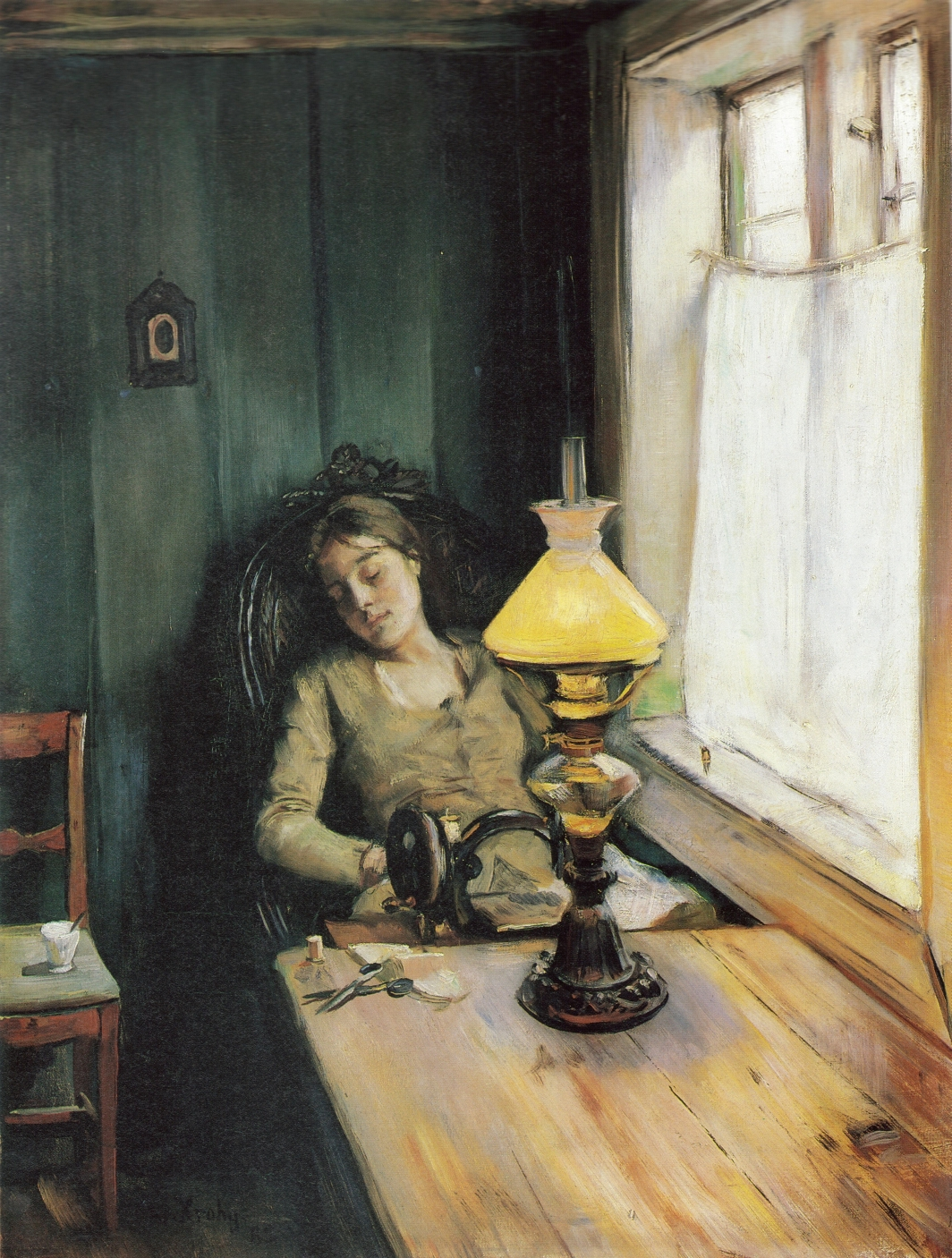
Cansada (Trett), 1885.

El cuadro estuvo colocado en una "cabaña" (una casa de vacaciones noruega construida en madera, a menudo bastante grande) durante casi veinte años, hasta que finalmente se vendió. En 1907, el comprador revendió el cuadro a la Galería Nacional de Noruega.

## Obras relacionadas
Krohg había creado varias pinturas anteriores basadas en el destino de la costurera soltera "Albertine", quien finalmente se ve obligada a prostituirse por el sistema social de la época. Otras pinturas relacionadas son Daggry de 1880 (en el Galería Nacional de Dinamarca de Copenhague), Sypiken de 1881 (en el Museo de Bellas Artes de Gotemburgo ) y Trett de 1885 (en la Galería Nacional de Oslo). Exploró el mismo tema en su novela Albertine, escrita en 1886. El debate que siguió a la publicación y confiscación de la novela aceleró la abolición de la prostitución pública en Noruega.